# 기나이직
기나이직 (Guinneissik)은 대한민국의 전자 음악가이다. 2019년 EP chBa를 통해 데뷔했으며, 현재까지 두개의 정규 음반 듣는음악과 평강하지 못한 (2020)과 Postwar (2021)를 발매했다. 예명은 기내식을 장난스럽게 발음한 것을 사용했다고 이야기 한 바 있다.

## 음반 목록

### 정규 음반
- 듣는음악과 평강하지 못한 (2020)
- Postwar (2021)

### EP
- chBa (2019)

### 리믹스 음반
- Postwar Aftermath, In Their Eternal Silence (2022)